# Маразмієві
Маразмієві (Marasmiaceae) — родина базидіомікотових грибів порядку агарикальних (Agaricales) класу агарикоміцет. Родина належить до клади маразміоїдів (Marasmioid).

## Будова
Маразмієві зазвичай мають дуже ніжні плодові тіла на довгій ніжці. Плодові тіла мають здатність всихати за відсутності дощів і повертатися у нормальний стан після появи вологи. Вони відіграють надзвичайно важливу роль у процесі розкладання скинутого деревами листя.

## Роди
Згідно з дослідженнями молекулярної філогенетики Брендона Матені (P. Brandon Matheny) у 2006 році родина Omphalotaceae та її роди були приєднані до маразмієвих. На сьогодні в родині 54 роди та 1590 відомих науці видів. Серед них популярний в Азії істівний гриб шіїтаке (Lentinula edodes).
| - Amyloflagellula - Anastrophella - Anthracophyllum - Aphyllotus - Baeospora - Calathella - Calyptella - Campanella - Cephaloscypha - Chaetocalathus - Clitocybula - Connopus - Crinipellis | - Cymatella - Cymatellopsis - Deigloria - Epicnaphus - Fissolimbus - Gerronema - Glabrocyphella - Gymnopus - Henningsomyces - Hispidocalyptella - Hydropus - Hymenogloea - Lactocollybia | - Lecanocybe - Lentinula - Macrocystidia - Manuripia - Marasmiellus - Marasmius - Megacollybia - Metulocyphella - Moniliophthora - Mycetinis - Neocampanella - Neonothopanus - Nochascypha | - Nothopanus - Omphalotus - Phaeodepas - Pleurocybella - Pseudotyphula - Rectipilus - Rhodocollybia - Setulipes - Skepperiella - Stipitocyphella - Stromatocyphella - Tetrapyrgos - Trogia |